# لاعب هجوم صغير الجسم

مراكز لاعبي كرة السلة في المنطقة الهجومية: 1. لاعب هجوم خلفي 2. مدافع مسدد الهدف 3. لاعب هجوم صغير الجسم 4. لاعب الهجوم قوي الجسم 5. لاعب الوسط

لاعب هجوم صغير الجسم (بالإنجليزية: Small forward)‏ هو أحد مراكز رياضة كرة السلة.

## قائمة أهم لاعبي المركز

### رجال
- جيمس وورثي
- دومينيك ويلكنز
- سكوتي بيببن
- برنارد كينغ
- ليبرون جيمس
- غرانت هيل
- بيجا ستوجاكوفتش
- بول بيرس
- كارميلو أنطوني
- رودي فرنانديز
- كيفن ديورانت
- ميتا وورلد بيس
- نيكولا باتوم
- هيدو توركوغلو
- كايل كورفر
- كاواي ليونارد
- بول جورج

### نساء
- نيومي هالمان
- ناتالي بورتر
- إلينا هانوشوفا
- سوفي فون سالديرن
- ديانا توراسي
- كاتي سميث

## كتب
- The Basketball Handbook (pg 14) (2004). Lee H. Rose (ردمك 0-7360-4906-1).

## وصلات خارجية
- لاعبو كرة السلة على موقع أكاديمية بي بي سي للرياضة

- كيف تعمل رياضة كرة السلة على موقع HowStuffWorks.com